# Leaf River Township (Illinois)
Die Leaf River Township ist eine von 24 Townships im Ogle County im Norden des US-amerikanischen Bundesstaates Illinois.

## Geografie
Die Leaf River Township liegt im Norden von Illinois rund 165 km westlich von Chicago. Die Grenze zu Wisconsin liegt rund 40 km nördlich; der Mississippi, der die Grenze zu Iowa bildet, befindet sich rund 70 km westlich.
Die Leaf River Township liegt auf 41°09′31″ nördlicher Breite und 89°23′24″ westlicher Länge und erstreckt sich über 92,5 km². 
Die Leaf River Township liegt im Norden des Ogle County und grenzt im Nordwesten an das Stephenson sowie im Nordosten an das Winnebago County. Innerhalb des Ogle County grenzt die Leaf River Township im Osten an die Byron Township, im Südosten an die Rockvale Township, im Südwesten an die Mount Morris Township und im Westen an die Maryland Township.

## Verkehr
In Ost-West-Richtung führt die Illinois State Route 72 durch den Süden der Township. Alle weiteren Straßen sind County Highways sowie weiter untergeordnete und zum Teil unbefestigte Fahrwege.
Parallel zur State Route 72 verläuft durch die Leaf River Township eine Eisenbahnlinie der Canadian Pacific Railway, die von Chicago nach Westen führt.
Der nächstgelegene Flugplatz ist der rund 6 km südlich der Township gelegene Ogle County Airport. Der nächstgelegene größere Flughafen ist der rund 30 km östlich der Township gelegene Chicago Rockford International Airport.

## Bevölkerung
Bei der Volkszählung im Jahr 2010 hatte die Township 1137 Einwohner. Neben Streubesiedlung existieren innerhalb der Leaf River Township zwei Siedlungen:
- Leaf River (Village)
- Egan (Unincorporated Community)